# Mbabane Swallows FC
El Mbabane Swallows FC és un club de futbol swazi de la ciutat de Mbabane.

## Palmarès
- Lliga swazi de futbol:[1]
  - 1993, 2005, 2009, 2012, 2013, 2017, 2018
- Copa swazi de futbol:[2]
  - 1986, 2006, 2013, 2016
- Charity Cup swazi de futbol:[2]
  - 1993, 1999, 2004, 2014, 2017, 2018
- Trade Fair Cup swazi de futbol:[2]
  - 1997, 1999, 2007, 2012

## Futbolistes destacats
- Sipho Gumbi
- Manqoba Kunene
- Mzwandile Mamba
- Lwazi Maziya